# Präfekturuniversität Shizuoka

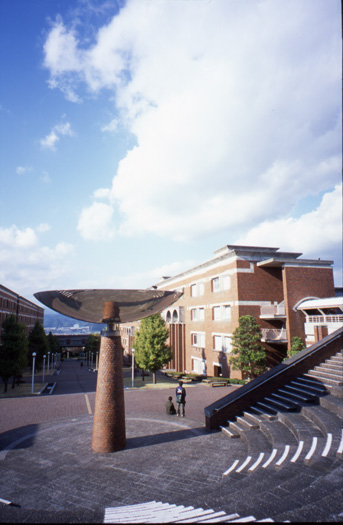
Yada-Campus

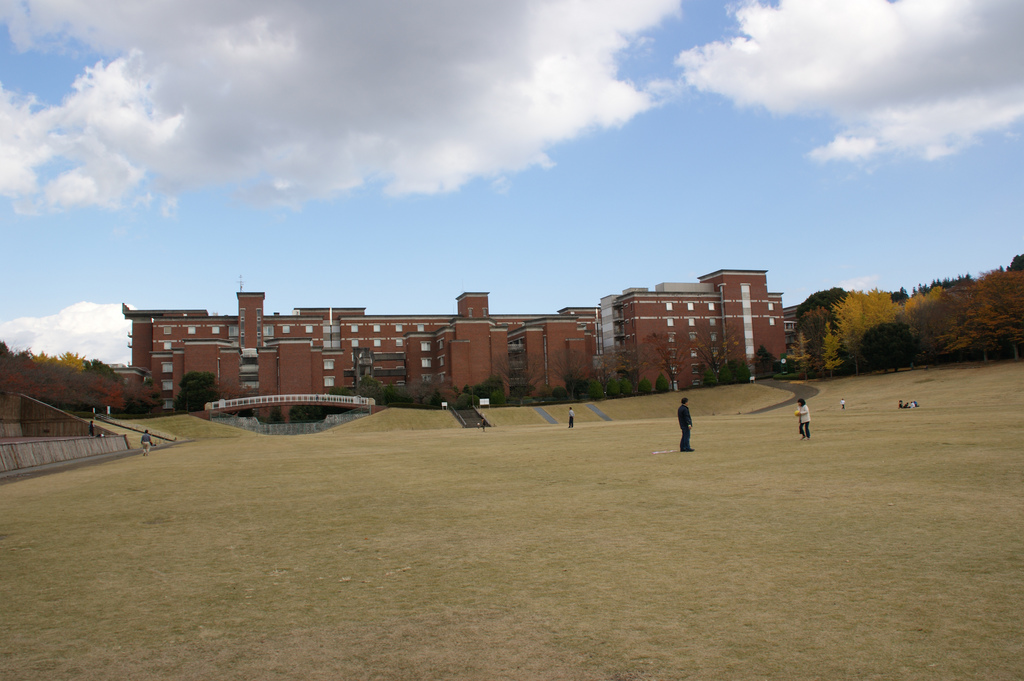
Yada-Campus

Die Präfekturuniversität Shizuoka (jap. 静岡県立大学, Shizuoka-kenritsu daigaku) ist eine öffentliche Universität in Japan. Der Hauptcampus liegt in Yada, Suruga-ku, Shizuoka in der Präfektur Shizuoka.

## Geschichte
Die Universität wurde 1987 durch den Zusammenschluss der folgenden präfekturalen Hochschulen gegründet: die Pharmazeutische Universität Shizuoka (静岡薬科大学, Shizuoka yakka daigaku), die Frauenuniversität Shizuoka (静岡女子大学, Shizuoka joshi daigaku, gegründet 1967)  und die Frauen-Kurzuniversität Shizuoka (静岡女子短期大学, Shizuoka joshi tanki daigaku, gegründet 1951).

### Pharmazeutische Universität Shizuoka
1916 wurde die private Pharmazeutische Frauenschule Shizuoka (静岡女子薬学校, Shizuoka joshi yaku gakkō) gegründet. Der Gründer war ein Augenarzt. Die Schule überlebte die schwere Zeit nach dem Tode des Gründers (1925). Im März 1945 entwickelte sich diese zur Pharmazeutischen Frauenfachschule Shizuoka (静岡女子薬学専門学校, Shizuoka joshi yakugaku semmon gakkō). 1950 wurde sie eine koedukative Schule und benannte sich in Pharmazeutische Fachschule Shizuoka um. Ab 1952 wurde sie von der Präfektur Shizuoka getragen.
1953 entwickelte sie sich zur Pharmazeutischen Universität Shizuoka. Ihr ehemaliger Campus ist heute der Oshika-Campus von der Abteilung der Kurzuniversität.

### Weitere Entwicklung
Die Universität hatte zuerst vier Fakultäten (Pharmazie, Ernährungslehre, Internationale Beziehungen sowie Betriebswirtschaft und Informatik) und die Abteilung der Kurzuniversität. 1989 zog die Universität (außer der Abteilung der Kurzuniversität) in den neuen Yada-Campus. 1996 kam die Fakultät für Pflegewissenschaft hinzu.

## Fakultäten
- Yada-Campus (34° 59′ 40,6″ N, 138° 26′ 46,9″ OKoordinaten: 34° 59′ 40,6″ N, 138° 26′ 46,9″ O):
  - Fakultät für Pharmazie
  - Fakultät für Ernährungslehre
  - Fakultät für Internationale Beziehungen
  - Fakultät für Betriebswirtschaft und Informatik
  - Fakultät für Pflegewissenschaft
- Oshika-Campus (34° 58′ 28,2″ N, 138° 25′ 1,5″ O):
  - Abteilung der Kurzuniversität (2-jährige Studiengänge)